# Districte de Laçın
Laçın (àzeri: Laçın rayonu, armeni: Լաչինի շրջան/Lačini šrǰan), és un districte de l'Azerbaidjan amb el centre administratiu a la ciutat de Laçın. Des de la guerra de l'Alt Karabakh aquest districte fou administrat per la república d'Artsakh formant part de la província de Kashatagh, i fou recuperat per Azerbaidjan en la Guerra de l'Alt Karabakh de 2020.

## Geografia

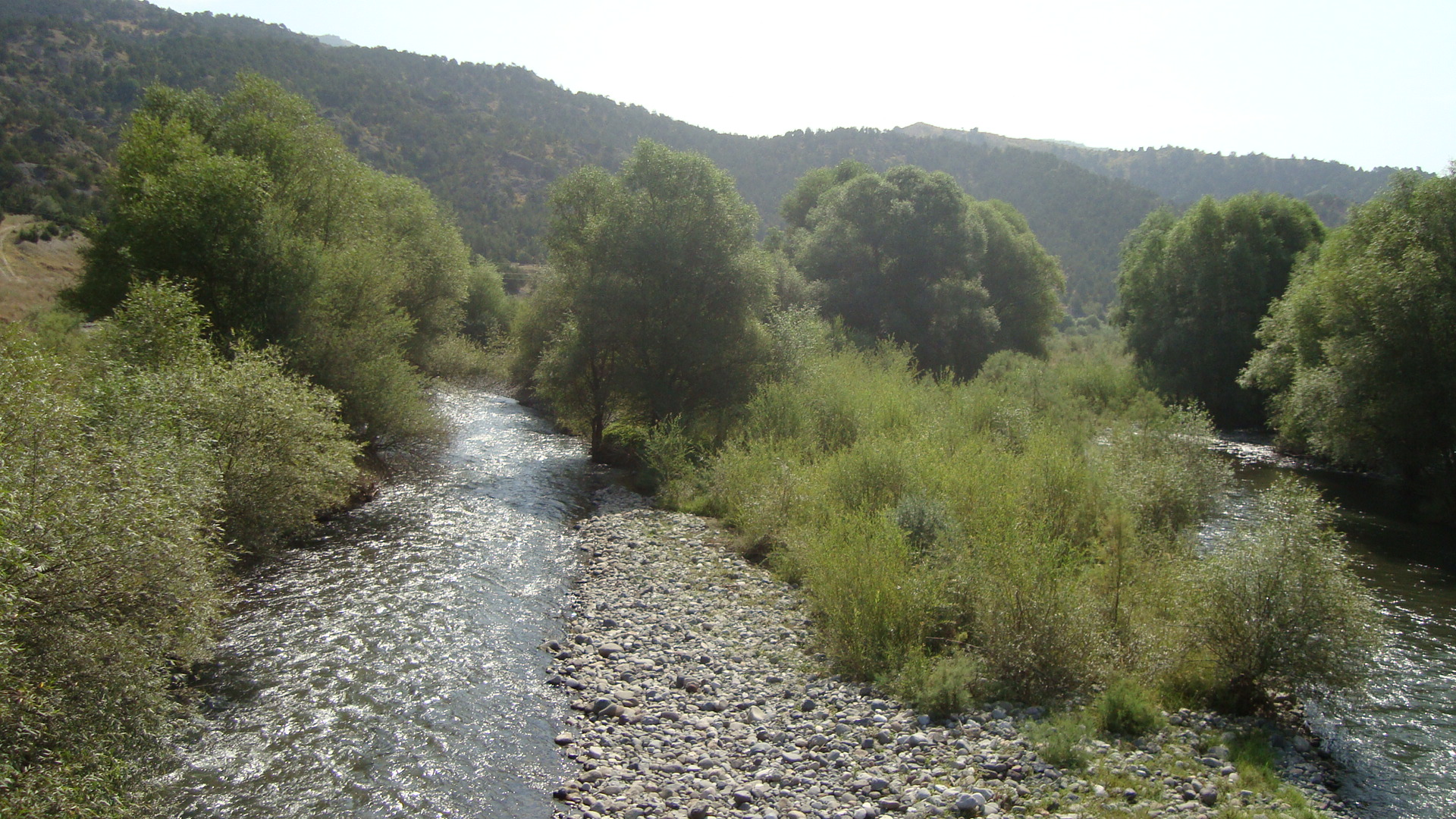
Riu Hakari a prop de Laçın

Es troba al sud-oest de l'Azerbaidjan, a la regió del Caucas Menor, i és predominantment muntanyós. Té una superfície de 1835 km². Laçın s'estén al vessant sud-oest de la carena de Karabakh a l'est, al vessant sud-est de la carena de Mikhtokan al nord i a l'altiplà de Karabakh al sud-oest. El punt més alt és la muntanya de Qızılboga (3594 m). En el districte flueix el riu Hakari i els seus afluents. Comparteix fronteres amb el districte de Kəlbəcər al nord, els districtes de Khojali, Xuxa i Khojavand a l'est, el districte de Qubadli al sud i Armènia a l'oest.

### Clima
La major part de la zona predomina el clima càlid, amb un hivern sec i fred. La temperatura mitjana és de -10–0 °C al gener, a 10–22 °C al juliol. La precipitació anual és de 600 a 900 mm.

### Geologia
S'estenen els sediments juràssico-antropogènics. El districte disposa de recursos minerals com el mercuri, polimetals, materials de construcció i fonts d'aigua mineral de tipus Narzan. Els tipus de sòl més estesos són prat muntanyós i suau, bosc de muntanya marró i carbonat muntanyós-negre.

### Vegetació
La vegetació consta d'arbustos i boscos rars, els boscos de muntanya caducifolis (roure, Carpí i faig), prats subalpins i alpins.

## Història
Originalment es coneixia com a Abdalyar o Abdallyar (en honor de la tribu turca d'Abdal). i aquest territori estava dins de la província de Siunia. Al segle xvii en aquesta província existia el regne armeni de Kaixatagi.
Va obtenir l'estatus de ciutat el 1923 i es va reanomenar com a Laçın (un nom turc que significa falcó) el 1926. Entre 1923 i 1929, Laçın es va establir com a uiezd de Kurdistan, un districte autònom soviètic. El 1930 va ser creat el districte de Laçın amb el centre administratiu a la ciutat de Laçın.
El 18 de maig de 1992 fou ocupat per les forces armades armènies. Segons les autoritats azerbaidjaneses, les forces armades armènies van saquejar centenars d'objectes culturals i més de 63 mil persones es van veure obligats a deixar les seves cases.
El 1992 en el territori dels districtes de Cəbrayıl, Zangilan, Qubadli i part de Laçın es va crear la província de Kashatagh de la república d'Artsakh amb el centre administratiu a Berjor (nom armeni de Laçın). Una part del districte de Laçın forma part de la província de Shushi de la república d'Artsakh.

## Demografia
En el 2006 tenia 68.900 habitants.

## Economia
Es troba a la regió econòmica de Kəlbəcər-Laçın. Els sectors principals són l'agricultura i la ramaderia. El 2015 es va iniciar la construcció d'un nou embassament a la confluència dels rius Aghavno i Hakari.

## Organització territorial
El districte té una ciutat, un municipi (Gayghi) i 125 pobles.

## Administració i política
Des del 1992 el districte azerbaidjanès està controlat per la república d'Artsakh, i està dividit entre les seves províncies de Kashatagh i Shushi.

## Transports i comunicacions
El principal enllaç terrestre entre Armènia i la República d'Artsakh, és el corredor de Laçın.

## Ensenyament i Cultura
El districte de Laçın compta amb 149 escoles secundàries, 2 preescoles i 5 institucions educatives extraescolars, una escola professional, un centre de creativitat infantil, 85 clubs, 119 biblioteques, 5 escoles de música i 142 instal·lacions sanitàries.
A més en el territori del districte estan registrats els següents monuments arquitectònics: un temple-cova (segle v), mausoleus (segles XIV-XIX), un castell (segle xvii), una mesquita (1718), un palau (1716) i un pont (segle xviii).